# Kampuš
Kampuš je priimek v Sloveniji, ki ga je po podatkih Statističnega urada Republike Slovenije na dan 1. januarja 2010 uporabljali 202 osebi.

## Znani nosilci priimka
- Anton Kampuš (*1947), poslovnež, izumitelj in politik
- Ivana Kampuš (*1947), mladinska pisateljica, pesnica, prevajalka, profesorica na slovenski gimnaziji v Celovcu
- Janez Kampuš, pevec baritonist, zborovodja
- Miha Kampuš, pevec solist opere v Kölnu
- Vida Kampuš Trop, ekonomistka
- Zlatko Kampuš (*1950), strojnik, univ. prof.